# The Weekend (película)
The Weekend es una película británica-estadounidense de drama de 1999, dirigida por Brian Skeet, que a su vez la escribió junto a Peter Cameron, musicalizada por Sarah Class y Dan Jones, en la fotografía estuvo Ron Fortunato, los protagonistas son Gena Rowlands, Deborah Kara Unger y Brooke Shields, entre otros. El filme fue producido por Granada Film Productions y Lunatics and Lovers; se estrenó el 28 de junio de 1999.

## Sinopsis
Marian y John Kerr aguardan la llegada de un viejo amigo, Lyle, viene de visita de fin de semana a su bella casa en el norte del estado de Nueva York. Las emociones son muy intensas debido a que se cumple un año del fallecimiento del hermano de John, el guapo y carismático Tony, que fue amante de Lyle. Marian todavía está angustiada luego de perder a Tony a causa del sida, se enfurece cuando Lyle llega con su nuevo novio, Robert. Las cosas están igual de tensas en la casa de los vecinos, donde Laura Ponti, una persona independiente que enviuda con frecuencia, recibe la visita de Nina, su hija, que no aviso que iba, anda resentida y enfurecida, está con su amante que es casado, Thierry. La situación se complica todavía más cuando el dúo de madre e hija se suma a la familia Kerr para cenar, donde van a tener una confrontación emocional confusa.